# Veselé (Piešťany)
Veselé es un municipio del distrito de Piešťany en la región de Trnava, Eslovaquia, con una población estimada a final del año 2024 de 1246 habitantes.
Se encuentra ubicado en el centro-este de la región, cerca del río Váh (cuenca hidrográfica del Danubio) y de la región de Nitra.

## Demografía
| Año        | 1994 | 2004    | 2014    | 2024    |
| ---------- | ---- | ------- | ------- | ------- |
| Población  | 1088 | 1125    | 1191    | 1246    |
| Diferencia |      | +3,40 % | +5,86 % | +4,61 % |

| Año        | 2023 | 2024    |
| ---------- | ---- | ------- |
| Población  | 1239 | 1246    |
| Diferencia |      | +0,56 % |